# Étienne-Jules Marey
Étienne-Jules Marey (Beaune, 5 de março de 1830 – Paris, 21 de maio de 1904) foi um inventor e cronofotógrafo de diagrama francês. Seu trabalho foi significativo no desenvolvimento da cardiologia, da instrumentação física, da aviação, da cinematografia e da ciência do trabalho fotográfico. É considerado um dos pioneiros da fotografia e da história do cinema.

## Estudos e invenções

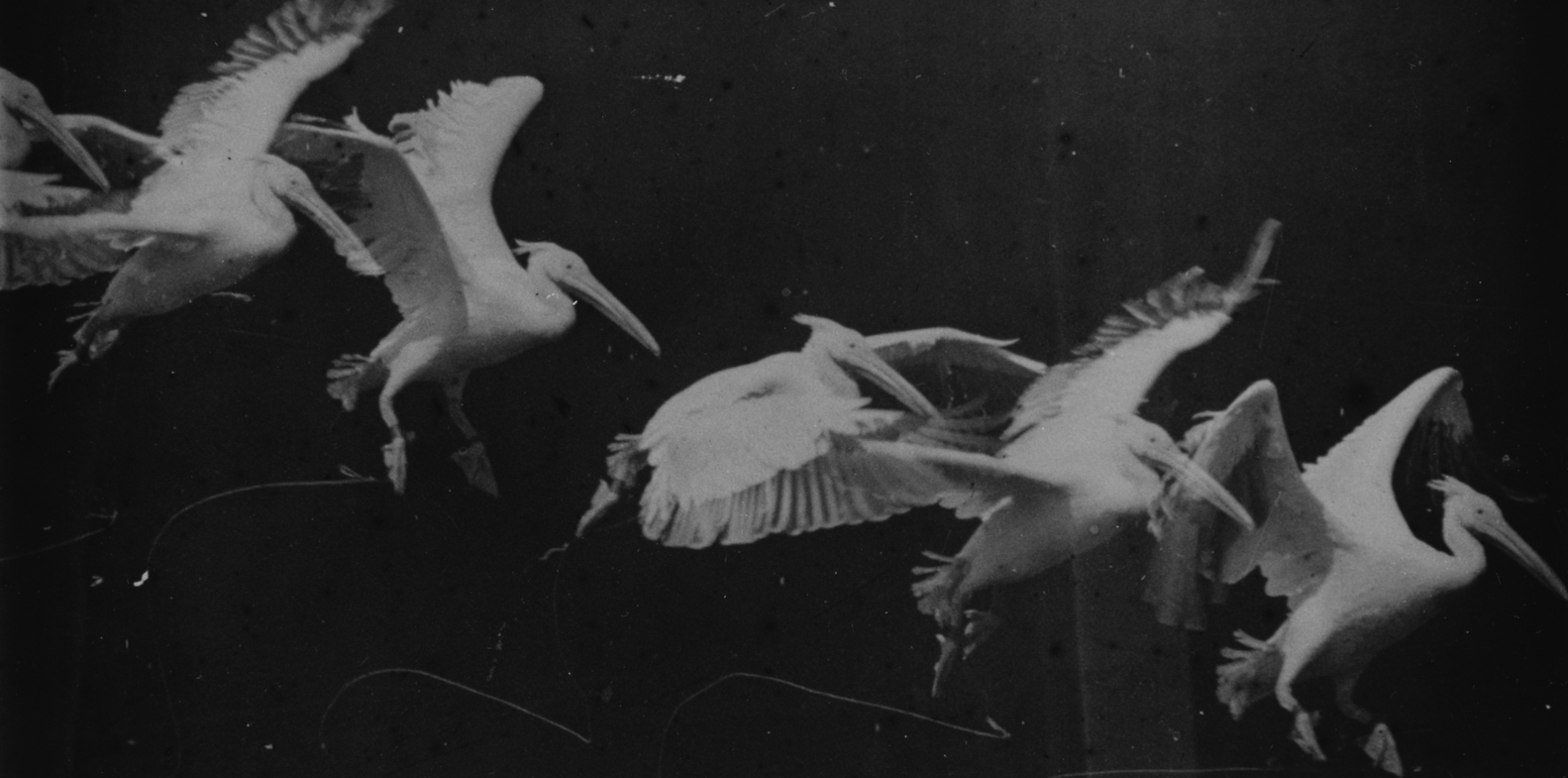
Voo de um pelicano, capturado por Marey em torno de 1882. Ele encontrou uma maneira de gravar várias fases do movimento em uma única foto.

Ele começou estudando como o sangue flui dentro do corpo. Depois ele passou a analisar os batimentos cardíacos, a respiração, os músculos (miografia) e o movimento do corpo. Graças a estes estudos ele desenvolveu vários instrumentos de medição de precisão, tal como o esfigmógrafo (pressão arterial), para a medição da pulsação arterial. Em 1869, Marey construiu um delicado inseto artificial para mostrar como um inseto voa e para demonstrar que o movimento de suas asas produz uma figura semelhante a um "oito". Posteriormente, ele ficou fascinado pelo estudo da circulação do ar e começou a observar os grandes voadores, como as aves. Adotou e mais tarde desenvolveu a fotografia animada em um campo separado da cronofotografia, na década de 1880. Sua ideia revolucionária foi gravar as várias fases do movimento em uma única superfície fotográfica. Em 1880 publicou a obra intitulada Le Vol des Oiseaux (“O Voo das Aves”), ricamente ilustrada com fotografias, desenhos e diagramas. Ele também criou esculturas precisas de várias aves voando.
Marey estudou também outros animais. Publicou La Machine Animale em 1873 (traduzida por "Mecanismo Animal"). O fotógrafo britânico Eadweard Muybridge levou a cabo a sua "Investigação Fotográfica" em Palo Alto, Califórnia, para provar que Marey estava certo, quando escreveu que um cavalo galopando, por um breve momento, fica com as quatro patas no ar. Muybridge publicou suas fotos em 1879 e atraiu alguma atenção popular.
Marey pretendia fundir a anatomia e a fisiologia. Para compreender melhor suas imagens cronofotográficas, comparou-as com imagens de anatomia, esqueleto, articulações, e músculos da mesma espécie. Marey produziu uma série de desenhos mostrando um cavalo trotando e galopando, primeiramente em tecido muscular e depois, como um esqueleto.

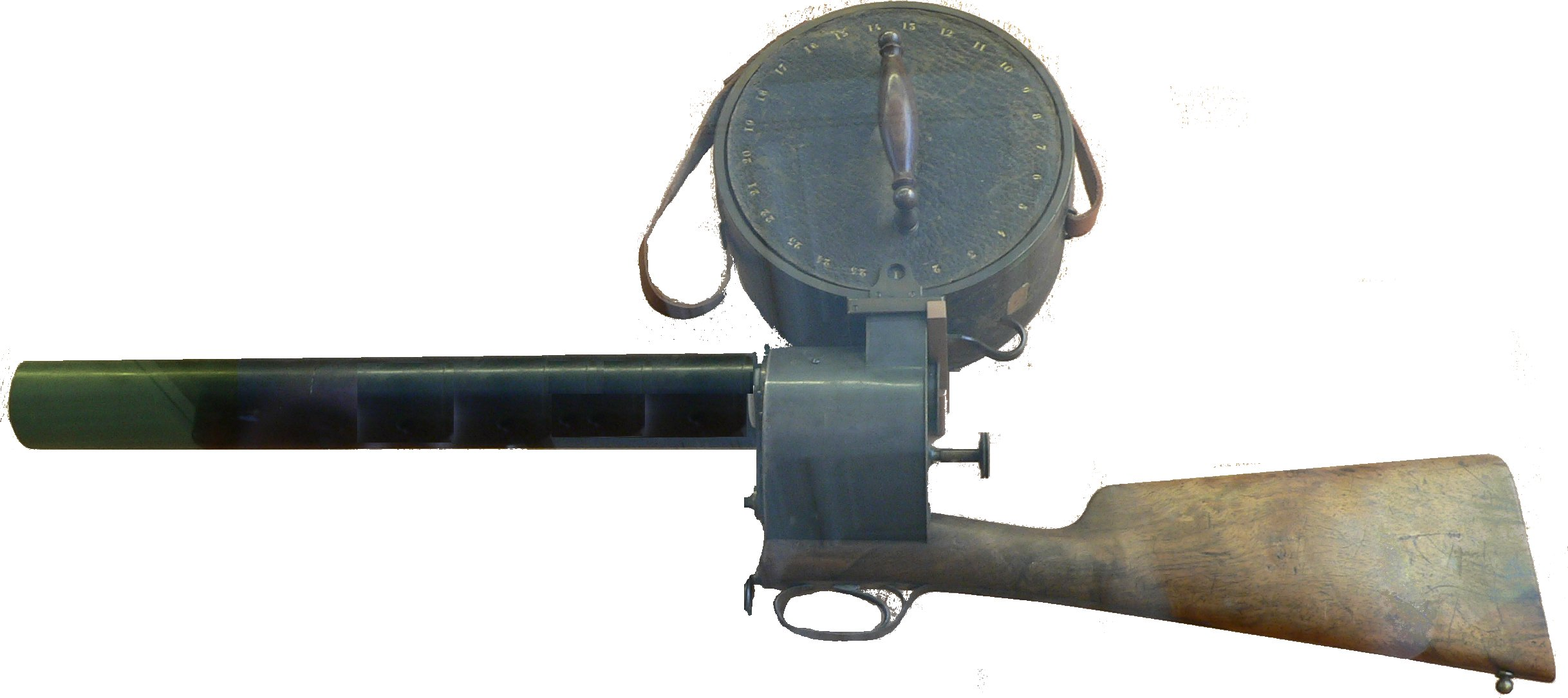
O fuzil fotográfico de Marey.

O fuzil cronofotográfico de Marey foi construído em 1882, este instrumento era capaz de produzir 12 frames consecutivos por segundo e o fato mais interessante é que todos os frames ficam registrados na mesma imagem, usando estas imagens ele estudou cavalos, pássaros, cães, ovelhas, asnos, elefantes, peixes, criaturas microscópicas, moluscos, insetos, répteis, etc. Alguns chamam-lhe de "o zoológico animado" de Marey. Ele também realizou o famoso estudo sobre os gatos, que caem sempre de pé. Conduziu estudos muito similares com uma galinha e um cão e descobriu que eles podiam fazer quase o mesmo. Marey igualmente estudou a locomoção humana. Publicou outro livro Le Mouvement, em 1894.
Marey também fez filmes. Eram em alta velocidade (60 imagens por segundo) e com excelente qualidade de imagem: na cinematografia da câmera lenta, ele aproximou-se da perfeição. Sua pesquisa sobre como capturar e exibir imagens em movimento ajudou o campo emergente da cinematografia.
No final de sua vida, ele retornou ao estudo do movimento das formas quase abstratas, como uma esfera em queda. Seu último grande trabalho foi a observação e a fotografia de esteiras de fumaça. Esta pesquisa foi parcialmente financiada por Samuel Pierpont Langley, sob os auspícios do Smithsonian Institution, depois que os dois se encontraram em Paris na "Exposition Universelle" (1900). Em 1901 ele foi capaz de construir uma máquina de fumaça com 58 esteiras. Ela tornou-se um dos primeiros túneis aerodinâmicos de vento.